# Pawel Wladimirowitsch Doronin
Pawel Wladimirowitsch Doronin (russisch Павел Владимирович Доронин; * 21. August 1988 in der Russischen SFSR) ist ein ehemaliger russischer Eishockeyspieler, der zuletzt zwischen 2010 und 2016 bei Toros Neftekamsk in der Wysschaja Hockey-Liga unter Vertrag stand.

## Karriere

### National
Pawel Doronin begann seine Karriere als Eishockeyspieler in der Nachwuchsabteilung von Salawat Julajew Ufa, für dessen zweite Mannschaft er von 2003 bis 2007 in der drittklassigen Perwaja Liga aktiv war. Für Ufas Profimannschaft kam der Verteidiger ab 2005 gelegentlich in der Superliga zum Einsatz. In der Saison 2007/08 konnte er sich einen Stammplatz im Profiteam von Salawat Julajew Ufa erspielen und wurde mit seiner Mannschaft Russischer Meister. 
In der Saison 2008/09 stand Doronin für Salawat Julajew Ufa in je einem Spiel in der neu gegründeten Kontinentalen Hockey-Liga, sowie auf europäischer Ebene in der Champions Hockey League auf dem Eis. Die restliche Spielzeit verbrachte er größtenteils bei dessen zweiter Mannschaft in der dritten Liga, sowie bei Toros Neftekamsk in der Wysschaja Liga, der zweiten russischen Spielklasse. Anschließend pausierte der Junioren-Nationalspieler ein Jahr lang mit dem Eishockey, ehe er zur Saison 2010/11 endgültig zu Toros Neftekamsk in die neue zweite Spielklasse, die Wysschaja Hockey-Liga, wechselte. Dort spielte er bis zum Ende der Saison 2015/16 und kam auf über 340 Einsätze für Toros. Anschließend beendete er seine Karriere.

### International
Für Russland nahm Doronin an der U18-Junioren-Weltmeisterschaft 2006, sowie der U20-Junioren-Weltmeisterschaft 2008 teil. Bei der U20-WM 2008 gewann er mit seiner Mannschaft die Bronzemedaille. Zudem stand er für Russland bei der Super Series 2007 auf dem Eis.

## Erfolge und Auszeichnungen
- 2008 Russischer Meister mit Salawat Julajew Ufa
- 2008 Bronzemedaille bei der U20-Junioren-Weltmeisterschaft